# Formoso (Minas Gerais)
Formoso – miasto i gmina w Brazylii, w stanie Minas Gerais.